# PEOPLE (PEOPLE 1のアルバム)
『PEOPLE』（ピープル）は、PEOPLE 1の1枚目のフル・アルバム。2021年11月24日にPollyanna Recordsから発売された。

## 収録曲

### CD
※全曲作詞・作曲：Deu
1. PEOPLE
2. 怪獣
3. 魔法の歌
4. アイワナビーフリー
5. フロップニク
6. ラヴ・ソング
7. PEOPLE2
8. スクール!!
9. ゴースト
10. 東京
11. 常夜燈
12. 113号室
13. エッジワース・カイパーベルト
14. 僕の心
15. バンド

### DVD（初回限定盤）
※『BLT LIVE BOOSTER vol.1』のライブ映像
1. さよならミュージック
2. フロップニク
3. スラップスティック・ガール
4. ラヴ・ソング
5. 魔法の歌
6. 常夜燈
7. 113号室
8. アイワナビーフリー
9. 東京
10. イマジネーションは尽きない